# Южно-Сахалинская и Курильская епархия
Южно-Сахали́нская и Кури́льская епа́рхия — епархия Русской православной церкви, объединяющая приходы и монастыри в пределах Сахалинской области.

## История
Приходы, находившиеся на территории Сахалина и Курильских островов, первоначально входили в состав образованной 21 декабря 1840 Камчатской, Курильской и Алеутской епархии с кафедрой в Ново-Архангельске на острове Ситха. Правящим архиереем 15 декабря 1840 года был назначен епископ Иннокентий (Вениаминов). В 1850 году он послал на Курильские острова миссионера-иеромонаха Сергия, который продолжил дело миссионерского служения на отдалённых островах архипелага. Первыми на Курилах православие приняли айны, жившие на островах Шумшу и Парамушир. Развитие православия на острове Сахалине началось после прибытия туда в 1868 году священника Симеона Казанского «для исполнения духовных треб в Дуэ, Кусунае и Аниве». Первоначальным местом его пребывания был пост Кусунайский, затем Муравьёвский на озере Буссе. Окончательно обосновавшись в посту Корсаковском, Симеон Казанский в мае 1870 года заложил один из первых сахалинских храмов — во имя святителя Николая. К концу 1880-х годов на острове Сахалине было пять приходских церквей — в постах Александровском, Дуэ, Корсаковском и в селениях Рыковском и Мало-Тымово. В начале 1890-х годов в посту Александровском, административном центре острова Сахалина, началось строительство собора в честь Покрова Пресвятой Богородицы. 23 июня 1893 года состоялось его освящение. Строились церкви в те годы, как правило, на казённые средства, за счёт тюремного ведомства. Основным строительным материалом служило дерево. В тех селениях, где ещё не было церквей, богослужения проводились в избе кого-нибудь из поселенцев, а в тюрьмах для этого выделялись небольшие приспособленные помещения.
С образованием в 1898 году Владивостокской и Камчатской епархии приходы, находившиеся на территории Сахалина и Курил, перешли в её ведение. К этому времени на Сахалине было десять церквей и шесть часовен. Все они были деревянными. При поддержке местной администрации строительство православных храмов продолжалось вплоть до Русско-японской войны и начала боевых действий на самом Сахалине, развернувшихся летом 1905 года.
В ходе боевых действий пострадали многие храмы на южной части острова. Уцелевшие православные храмы в селениях Владимировка, Галкино-Враское, Кресты, Нояси остались без присмотра, были почти полностью разграблены и постепенно разрушились. В некоторых из них разместились японские учреждения.
В советские годы все храмы на острове были разрушены или перестроены. Последний храм был закрыт в 1930 году.
После Великой Отечественной войны Сахалин относился к Хабаровско-Владивостокской епархии, учреждённой 25 января 1945 года, однако и эта епархия с февраля 1949 по июль 1988-го не имела собственного архиерея и управлялась правящими архиереями Иркутской и Читинской епархии. Попытки православных верующих Сахалина открыть хотя бы один приход не увенчались успехом несмотря на письма в светские и церковные инстанции. Пресекалась в области и деятельность зарегистрированного духовенства: в 1950-е годы дважды приезжал в командировку священник из Хабаровска, «…но благодаря умелым действиям властей, эта миссия не увенчалась успехом, и со своим грузом поп вынужден был уехать с Сахалина». Пограничный режим, система вызовов (разрешений) на въезд в Сахалинскую область предельно затрудняли пастырскую деятельность духовенства
11 января 1989 года было дано согласие светских властей областного центра, города Южно-Сахалинска на регистрацию общины и приобретение помещения для её нужд. Летом того же года был приобретён частный дом, в котором был устроен первый за многие годы православный приход, названный в память блаженной Ксении Петербургской. Первым настоятелем храма стал священник Константин Островский, ныне протоиерей, настоятель Успенского храма г. Красногорска Московской области. Вслед за приходом блаженной Ксении, в 1989—1991 годах образовались и начали действовать приходы Преподобного Сергия Радонежского в городе Охе, Покрова Божьей Матери в городе Корсакове, Святителя Николая Чудотворца в городе Холмске, Святого Илии Пророка в посёлке Тымовское, Благовещенский приход в городе Шахтёрске Углегорского района. Но восстановление церковной жизни на Сахалине и Курильских островах столкнулось с трудностями: не хватало священников для новых приходов; отсутствовали храмы, а новообразованным приходам приходилось ютиться в частных домах или приспособленных и весьма убогих помещениях; сложно было в небольших неприспособленных помещениях организовывать полноценную богослужебную жизнь; не было возможности организовать воскресные школы для детей из-за отсутствия помещений, средств, квалифицированных кадров.
В начале 1992 года в Южно-Сахалинске началось строительство храма Воскресения Христова, ставшего первым полноценным храмом в области.
23 февраля 1993 года решением Священного синода была образована Сахалинская епархия Русской православной церкви. Её возглавил Аркадий (Афонин). Приоритетным направлением деятельности стало открытие новых приходов и строительство храмов. В январе 1995 года в кафедральном соборе Воскресения Христова начались богослужения.
В 1999 году решением Священного синода Покровский приход в Корсакове был преобразован в мужской монастырь Покрова Божией Матери, который стал первым православным монастырём на Сахалине.
Решением Священного синода Русской православной церкви от 6 октября 2001 года «епископом Южно-Сахалинским и Курильским определено быть архимандриту Даниилу (Доровских), благочинному Троице-Сергиевой лавры».
По воспоминаниям епископа, впечатление от первого посещения епархии было тяжёлым:

Всё было в удручённом состоянии. Работали здесь по вахтовому методу — приехал, поработал три года и уехал. Дух временщичества был не только в городе, но и, к сожалению, в епархиальном управлении. <…> У епархии на тот период долгов было более чем достаточно <…> Удалённость, неверие в развитие духовности и культуры на островах, которое читалось даже в глазах священнослужителей. После первого собрания духовенства я понял, что ко мне относятся несерьёзно. Многие думали, что Сахалин для меня что-то вроде «трамплина», и через некоторое время я уеду обратно.

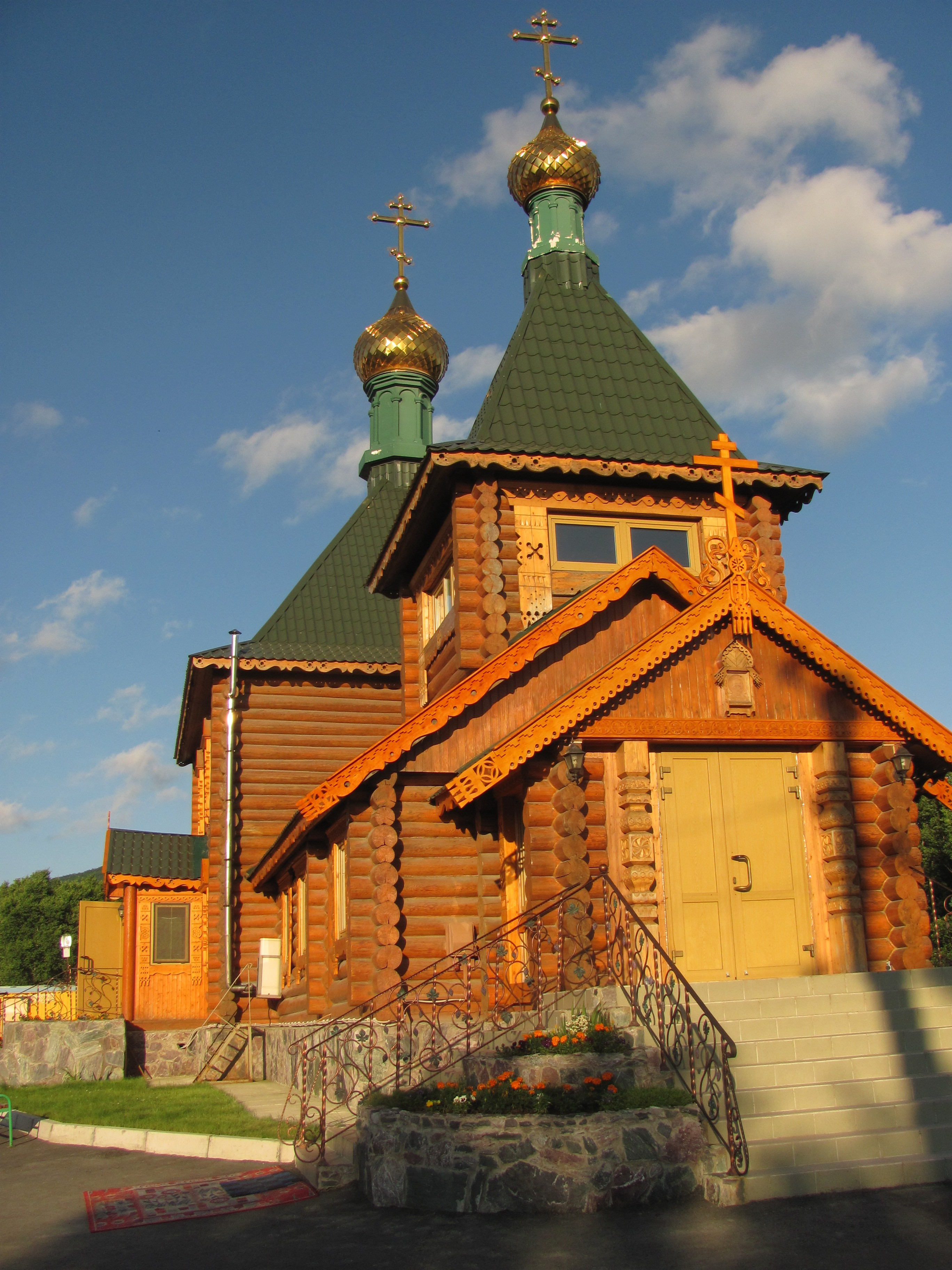
Никольская церковь в Южно-Сахалинске

С 20 по 23 сентября 2009 года состоялся визит патриарха Кирилла в Южно-Сахалинскую епархию. Патриарх Кирилл принял участие в церемонии открытия епархиального Духовно-просветительского центра и благословил строительство нового кафедрального собора Южно-Сахалинской епархии.
24 декабря 2010 года епископ Даниил перемещён на Архангельскую кафедру. За годы его служения были построены около двадцати новых храмов, открыты воскресные школы, с образовательными целями на остров регулярно приезжали известные священники, миссионеры и религиоведы из Москвы. На Сахалине было создано несколько православных общественных организаций и православный молодёжный лагерь.
В течение всего 2013 года в различных населённых пунктах Сахалинской области приходили мероприятия, приуроченные к празднованию 20-летия епархии.
В ноябре 2015 года начали возводить первый на Сахалине женский монастырь в селе Березняки (городской округ Южно-Сахалинск).
4 сентября 2016 года патриарх Кирилл возглавил чин великого освящения Христорождественского собора и Божественную литургию в нём. С этого времени собор стал главным кафедральным храмом Южно-Сахалинской епархии.

## Епископы
- Епископ Аркадий (Афонин) (23 февраля 1993 — 17 июля 1997)
- Епископ Ионафан (Цветков) (1 августа 1997 — 29 декабря 1999)
- Епископ Аркадий (Афонин) (29 декабря 1999 — 17 июля 2001)
- Епископ Марк (Тужиков) (17 июля — 11 ноября 2001) в/у, еп. Хабаровский
- Епископ Даниил (Доровских) (11 ноября 2001 — 24 декабря 2010)
- Епископ Тихон (Доровских) (23 января 2011 — 4 апреля 2019)
- Епископ Аксий (Лобов) (4 апреля 2019 — 13 апреля 2021)
- Епископ Никанор (Анфилатов) (с 13 апреля 2021)

## Современное состояние
Александр Дворкин в 2014 году отмечал, что Сахалин на тот момент являлся самым неблагополучным регионом в России по количеству тоталитарных сект. Только в Южно-Сахалинске шесть православных храмов и 17 культовых зданий, занимаемых сектантами. По словам Елены Малер, прибывшей в 2015 году в Южно-Сахалинск: "Такого количества сект, да ещё и так демонстративно о себе заявляющих, я не видела нигде и никогда — и это впечатление троекратно усиливается в пространстве такого небольшого городка. <…> добираясь из аэропорта до центра города, мы были шокированы количеством принадлежащих всевозможным сектам особняков, с прилегающей огороженной территорией и вывешенными над входом крупными названиями. Там были и «евангельские христиане-баптисты», и «адвентисты седьмого дня», и «христиане веры евангельской», и самые разнообразные «церкви» под названиями «Благодать», «Преображение», «Возрождение» «Свет миру» и «Новое поколение», и даже молельный дом мормонов!"
В 2015 году заведующий кафедрой общих дисциплин Филиала Дальневосточного федерального университета в Южно-Сахалинске Кирилл Товбин отмечал: «Стремление к общинности, составляющее яркое звено православного менталитета, на Сахалине не привело к обособлению православной части населения от „мира сего“ ни на семиотическом, ни на бытовом и хозяйственном уровнях. Более того, само понятие „православный“ в области чрезвычайно рыхлое, прерывистое, мозаичное. На феноменологическом уровне в сахалинском православном менталитете (как и в менталитете неоправославия вообще) наличествует серьёзное влияние постмодернистской духовности».

## Приходы
Центральное благочиние

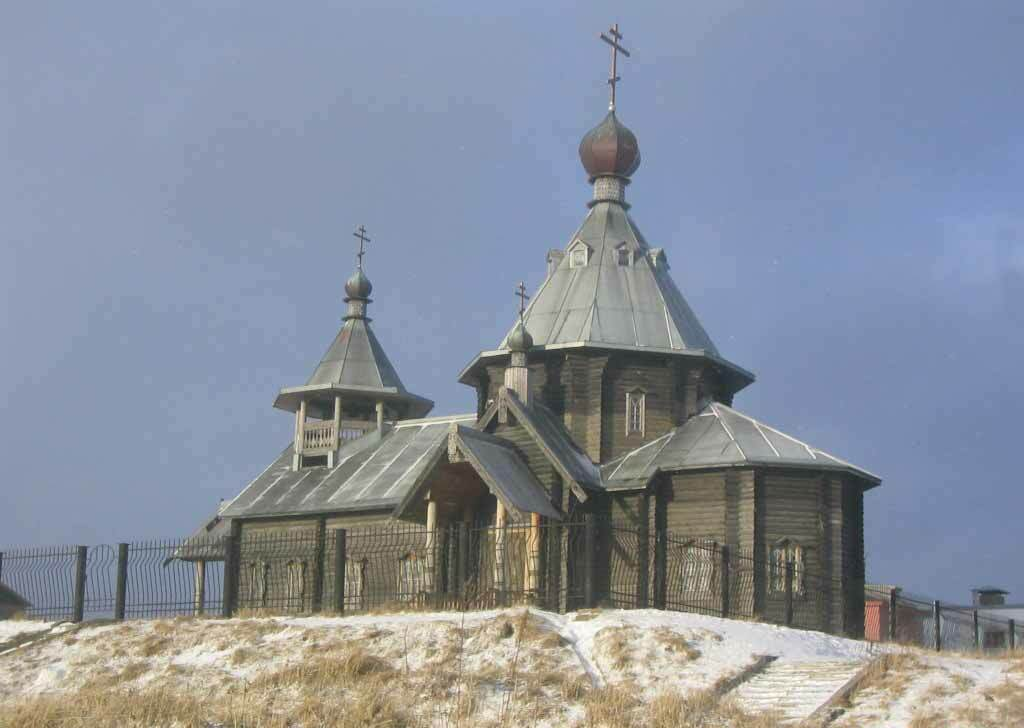
Храм Всех Святых, в земле Российской просиявших, в Южно-Курильске

- Кафедральный собор Рождества Христова (г. Южно-Сахалинск)
- Воскресенский собор (г. Южно‐Сахалинск)
- Храм святителя Иннокентия митрополита Московского (г. Южно‐Сахалинск)
- Храм блаженной Ксении Петербургской (г. Южно‐Сахалинск)
- Храм святителя Николая Чудотворца (г. Южно‐Сахалинск)
- Храм иконы Божией Матери «Смоленская» (г. Южно‐Сахалинск)
- Храм великомученика Пантелеимона (г. Южно‐Сахалинск)
- Храм святителя Луки Крымского и Симферопольского (г. Южно‐Сахалинск)
- Храм Анастасии Узорешительницы (г. Южно‐Сахалинск)
- Часовня «Взыскание погибших» (г. Южно‐Сахалинск)
- Храм Серафима Саровского (г. Анива)
- Храм великомученицы Татианы (с. Петропавловское)
- Храм великомученика Пантелеимона (п. Синегорск)

Корсаковское благочиние
- Покровский мужской монастырь (г. Корсаков)
- Храм Вознесения Господня (г. Корсаков)
- Храм апостола Андрея Первозванного на территории Пограничной службы (г. Корсаков)
- Кладбищенская часовня святителя Николая Чудотворца (г. Корсаков)
- Храм Владимирской иконы Божией Матери (с. Озёрское)
- Храм Казанской иконы Божией Матери (с. Соловьёвка)
- Храм великомученика Георгия Победоносца (с. Охотское) — скит Покровского монастыря г. Корсакова
- Храм Успения Пресвятой Богородицы (с. Мальково)

Углегорское благочиние
- Храм Рождества Иоанна Предтечи (г. Углегорск)
- Храм Благовещения Пресвятой Богородицы (г. Шахтёрск)
- Храм иконы Божией Матери «Всех скорбящих Радость» (с. Краснополье)

Холмское благочиние
- Храм святителя Николая, архиепископа Японского (г. Холмск)
- Храм святителя Николая Чудотворца (г. Холмск)
- Храм Преображения Господня (г. Холмск)
- Храм иконы Божией Матери «Знамение» (г. Чехов)
- Храм Трёх Святителей (п. Правда)
- Храм Спаса Нерукотворного (п. Чапланово)
- Приход равноапостольного Константина Великого (с. Яблочное)
- Храм Воздвижения Честного Креста Господня (г. Томари)
- Храм Рождества Пресвятой Богородицы (г. Невельск)
- Храм в честь иконы Божией Матери «Призри на смирение» (г. Невельск)
- Храм праведного Иоанна Кронштадтского (п. Горнозаводск)

Долинское благочиние
- Храм Успения Пресвятой Богородицы (г. Долинск)
- Храм Архангела Михаила (с. Углезаводск)
- Храм иконы Божией Матери «Иверская» (с. Стародубское)
- Храм великомученицы Екатерины (п. Взморье)
- Храм апостолов Петра и Павла (с. Быков)
- Храм Покрова Божией Матери (с. Покровка)
- Храм иконы Божией Матери «Донская» (г. Макаров)

Александровск‐Сахалинское благочиние
- Храм Покрова Божией Матери (г. Александровск-Сахалинский)
- Храм святителя Николая Чудотворца (п. Мгачи)
- Храм пророка Илии (пгт. Тымовское)
- Храм Новомучеников и исповедников Российских (п. Ясное)
- Храм мученика Иоанна Воина (п. Арги-Паги)
- Храм иконы Божией Матери «Неопалимая Купина» (п. Молодёжное)
- Храм иконы Божией Матери «Казанская» (п. Кировское)
- Храм святителя Феофана Затворника, Вышенского (п. Белоречье)
- Храм святителя Тихона патриарха Московского (г. Поронайск)
- Храм благоверных князей Бориса и Глеба (п. Вахрушев)
- Храм иконы Божией Матери «Семистрельная» (п. Восток)
- Храм Сретения Господня (п. Смирных)
- Храм святителя Филарета митрополита Московского (п. Буюклы)

Северное благочиние
- Храм природного Сергия Радонежского (г. Оха)
- Храм Введения во храм Пресвятой Богородицы (п. Ноглики)
- Храм блаженной Матроны Московской (п. Вал)

Курильское благочиние
- Храм святителя Иннокентия, митрополита Московского (г. Северо-Курильск)
- Храм Богоявления Господня (г. Курильск)
- Храм великомученика Георгия Победоносца (с. Горячие Ключи)
- Храм Святой Живоначальной Троицы (п. Южно-Курильск)
- Храм Всех святых в земле Российской просиявших (п. Южно‐Курильск)
- Храм благоверного князя Даниила Московского (пос. Малокурильское)

## Монастыри
- Покровский монастырь в Корсакове (мужской)
- Успенский монастырь в селе Березняки (женский)